# Dirk Römmer
Dirk Römmer (* 1943 in Kirchwerder in Vierlande) ist ein deutscher evangelisch-lutherischer Geistlicher und niederdeutscher Autor, Sprecher und Moderator. Der Pastor war in den 1980er Jahren Gastgeber der NDR-Talkshow Talk op Platt.

## Leben
Der Sohn eines Gemüsebauern und einer Lehrerin wuchs in Hamburg auf. Theologie studierte er in Hamburg und Heidelberg.
Ab den 1960er Jahren war Römmer Pastor in Hamburg. Daneben begann er in den 1970er Jahren eine Autorentätigkeit in niederdeutscher Sprache, verfasste Geschichtenbände und übertrug Bibeltexte und Bücher ins Niederdeutsche, auch als Schallplattenveröffentlichungen.
Von der ersten Folge an im April 1982, wo er neben Ewald Christophers und Gerlind Rosenbusch moderierte, war Römmer regelmäßig am NDR-Format Talk op Platt beteiligt. Nach einem Wechsel in den kirchlichen Auslandsdienst (Sydney) 1990 gab er seine Tätigkeit als Moderator 1991 allerdings auf. Später kehrte er als Studentenpastor und Projektleiter an der Fachhochschule Westküste in Heide nach Deutschland zurück.
Dirk Römmer gehört dem Beirat der Fritz Reuter Gesellschaft an. Seit der Mitgliederversammlung 2013 ist er Vorsitzender des Instituts für niederdeutsche Sprache mit Sitz in Bremen.
Römmer ist verheiratet und lebt als Pastor im Ruhestand in Tönning. Seine Ehefrau Gisela Mester-Römmer ist ebenfalls Pastorin im Ruhestand und hatte zuletzt eine Pfarrstelle an der St.-Laurentius-Kirche.

## Ehrungen
- 2015: Johannes-Gillhoff-Preis[2]

## Werke
- Wees nich bang: Een Handvull Plattdüütsch för Kark und Karkendag, Hrsg.: Dirk Römmer, Breklumer Verlag, Breklum 1981
- Speel mi nich op: Schräge Töne und fromme Weisen, Wachholtz Verlag, Neumünster 1984
- Nich jeedeen Bumerang kummt trüch, Quickborn-Verlag, Hamburg, 2000, ISBN 3-87651-228-X
- Swartsuer: Ton Gräsen, Gruveln, Grienen, Hrsg.: Bolko Bullerdiek und Dirk Römmer, Hinstorff Verlag, Rostock 2002, ISBN 3-356-00969-9
- Verfaten vun de Free un Hansestadt Hamborg, ins Plattdeutsche übertragen von Bolko Bullerdieck und Dirk Römmer. Hrsg.: Landeszentrale für politische Bildung, Hamburg 2002
- Op de anner Sied vun de Welt, Quickborn-Verlag, Hamburg 2002, ISBN 3-87651-244-1
- Dat lütte Wiehnachtsbook; Hrsg.: Gesche Scheller, Autoren: Gerd Bahr, Ines Barber, Hein Blomberg, Reimer Bull, Heike Fedderke, Hans-Jürgen Forster, Irmgard Harder, Christa Heise-Batt, Rudolf Kinau, Dirk Römmer, Gerd Spiekermann und Günter Timm, Quickborn-Verlag, Hamburg 2008, ISBN 978-3-87651-335-5.
- Schiet ok!, Quickborn-Verlag, Hamburg 2009, ISBN 978-3-87651-339-3
- Gertrud mutt noch afhangen, Quickborn-Verlag, Hamburg 2011, ISBN 978-3-87651-358-4
- Emily un dat Meer - Emily und das Meer von Andrea Reitmeyer, übersetzt von Dirk Römmer, Jumbo Neue Medien & Verlag, Hamburg 2013, ISBN 978-3-8337-2937-9
- Emily, de Wind en de Wellen - Emily, der Wind und die Wellen von Andrea Reitmeyer, übersetzt von Dirk Römmer, Jumbo Neue Medien & Verlag, Hamburg 2015, ISBN 978-3-8337-3388-8
- Vun Huus un Hoff in de Welt rümbutschern, BS Verlag Rostock, Bargeshagen 2016, ISBN 978-3-86785-378-1
- Emily op´n Buernhoff - Emily auf dem Bauernhof von Andrea Reitmeyer, übersetzt von Dirk Römmer, Jumbo Neue Medien & Verlag, Hamburg 2017, ISBN 978-3-8337-3687-2

## Tonträger
- Hoch kloppt dat Hart: Plattdeutsche Weihnachtslieder (Schallplatte 33 UpM), Sprecher: Dirk Römmer, Maske Media, Hamburg 1986